# Paraletki

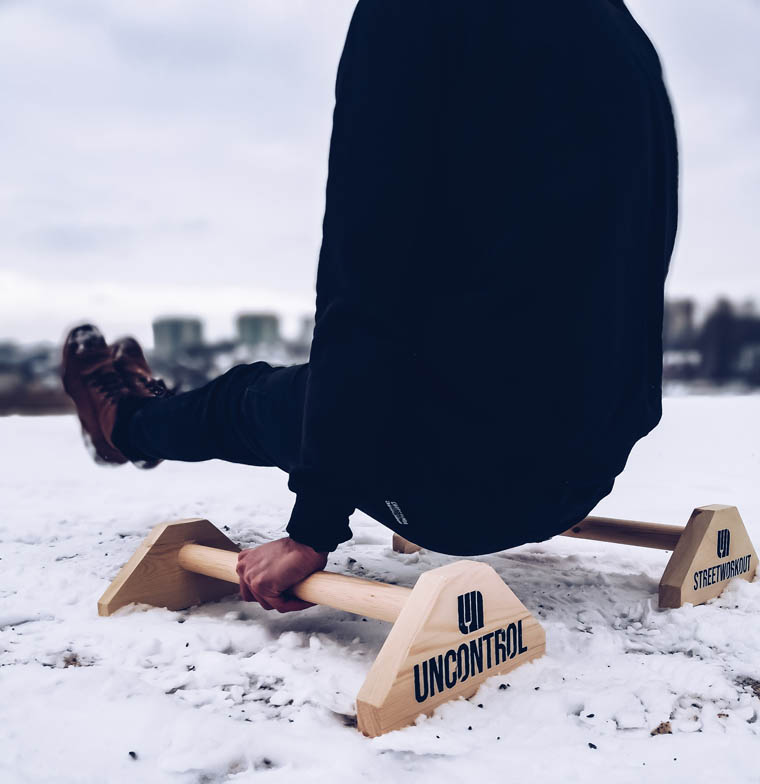
Ćwiczenie L-sit z wykorzystaniem paraletek

Paraletki – gimnastyczny sprzęt sportowy, składający się z dwóch równoległych poręczy. Ze względu na budowę i sposób użytkowania podobne do poręczy gimnastycznych, poręczy do dipów oraz uchwytów do pompek. Oba elementy są niezależne od siebie, co pozwala na dopasowanie ich rozstawu do budowy ciała ćwiczącego. Zaprojektowane do ćwiczeń wymagających wyciskania: pompki, stanie na rękach, waga w podporze przodem.
Paraletki są wykorzystywane nie tylko przez gimnastyków, ale również przez innych sportowców, którzy chcą rozwijać siłę przez ćwiczenia z wykorzystaniem masy własnego ciała – kalisteniki. Zyskały one szczególną popularność wśród osób trenujących street workout.

## Budowa
Najczęstszym materiałem używanym do budowy paraletek jest drewno (sosnowe, bukowe). Dostępne na rynku są również wykonane z metalu, bądź połączenia metalu z drewnem. 
Zbudowane są z dwóch typów elementów:
- podstaw (najczęściej w kształcie trapezu),
- poręczy chwytnej (wałków).

## Wykonywanie ćwiczeń
Wykorzystanie paraletek pozwala na wprowadzenie wielu nowych ćwiczeń do treningu, których wykonywanie bez ich użycia jest znacznie trudniejsze. Tego typu ćwiczeniami są: L-sit, V-sit, waga w podporze przodem czy też pompki w staniu na rękach. 
Wykonując ćwiczenia na paraletkach dochodzi do pogłębiania (zwiększania) zakresu ruchu, następstwem tego jest poprawa mobilności stawów oraz zaangażowanie dodatkowych partii mięśniowych.
W przypadku stania na rękach z użyciem paraletek, odciążony zostaje staw promieniowo-nadgarstkowy, poprzez naturalne jego ułożenie. 